# Anders Fredrik Skjöldebrand
Anders Fredrik Skjöldebrand, född 14 juli 1757 i Alger, död 23 augusti 1834 i Stockholm, var en svensk greve, en av rikets herrar, general av infanteriet och statsråd.

## Biografi
Skjöldebrand blev student vid Uppsala universitet 1771, kornett vid Södra skånska kavalleriregementet 1774 och löjtnant vid Östgöta kavalleriregemente 1779. Under kriget 1788–1790 tjänstgjorde han till en början vid kommenderingar i Sverige, bland annat i Karlskrona. 1789 fick hans följa flottans sjötåg som stabsadjutant hos hertig Karl, som varit hans chef under hans första militära bana och med vilken han var genom vänskap förbunden. Han deltog 1789 i ett sjöslag vid Öland, vann en seger i slaget vid Bornhöft (1813) och deltog i fälttåget mot Norge 1814.
Skjöldebrand reste 1798–1799 tillsammans med italienaren Giuseppe Acerbi till Nordkap genom Lappmarken över Uleåborg, Torneå och Enontekis. 
Skjöldebrand förordnades 1810 i samband med Fersenska mordet till överståthållare i Stockholm och innehade denna tjänst till 1812. Han bidrog till att återställa lugnet i huvudstaden och verkade bland annat för en förbättrad barnavård, men tog, efter en tvist med magistraten, 1812 avsked från befattningen. Samtidigt (1810–1812) hade han även varit en intresserad direktör för Kungl. Maj:ts hovkapell och spektakler. Han var statsråd från den 22 november 1815 till den 26 mars 1828.
Skjöldebrand blev tidigt anhängare av Bernadottes kandidatur till den svenska tronföljden.
Anders Fredrik Skjöldebrand var en av de aderton i Svenska Akademien. Skjöldebrand var även verksam som konstnär. och är representerad med ett 30-tal verk vid bland annat Nationalmuseum samt vid Norrköpings konstmuseum. 
Anders Fredrik Skjöldebrand var son till Erik Brander, som adlats Skjöldebrand, och Johanna Logie, dotter till en svensk konsul i Alger och av skotsk börd.
I sitt andra äktenskap var han gift med sedermera överhovmästarinnan Charlotta Letitia Ennes (1791–1866). Bland barnen märks Eric Bogislaus Skjöldebrand och August Fredrik Skjöldebrand.

## Utmärkelser
- Riddare och Kommendör av Serafimerorden,
- Riddare med Stora Korset av Svärdsorden,
- Kommendör av Svärdsorden,
- Riddare av Carl XIII:s orden,
- En af rikets herrar
- Ledamot av Kungliga Vetenskapsakademien,
- Ledamot av Kungliga Musikaliska Akademien,[15]
- Hedersledamot av Kungliga Vitterhets Historie och Antikvitets Akademien,[16]

### Bilder

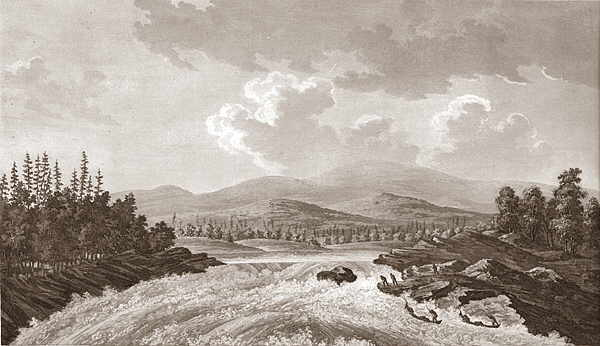
Fallen Kattilakoski i Torneälven, 1799. Akvarell av Anders Fredrik Skjöldebrand.
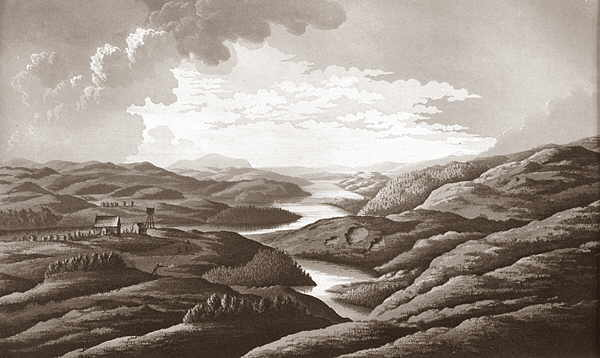
Kautokeino i Finnmark, 1799. Akvarell av Anders Fredrik Skjöldebrand.
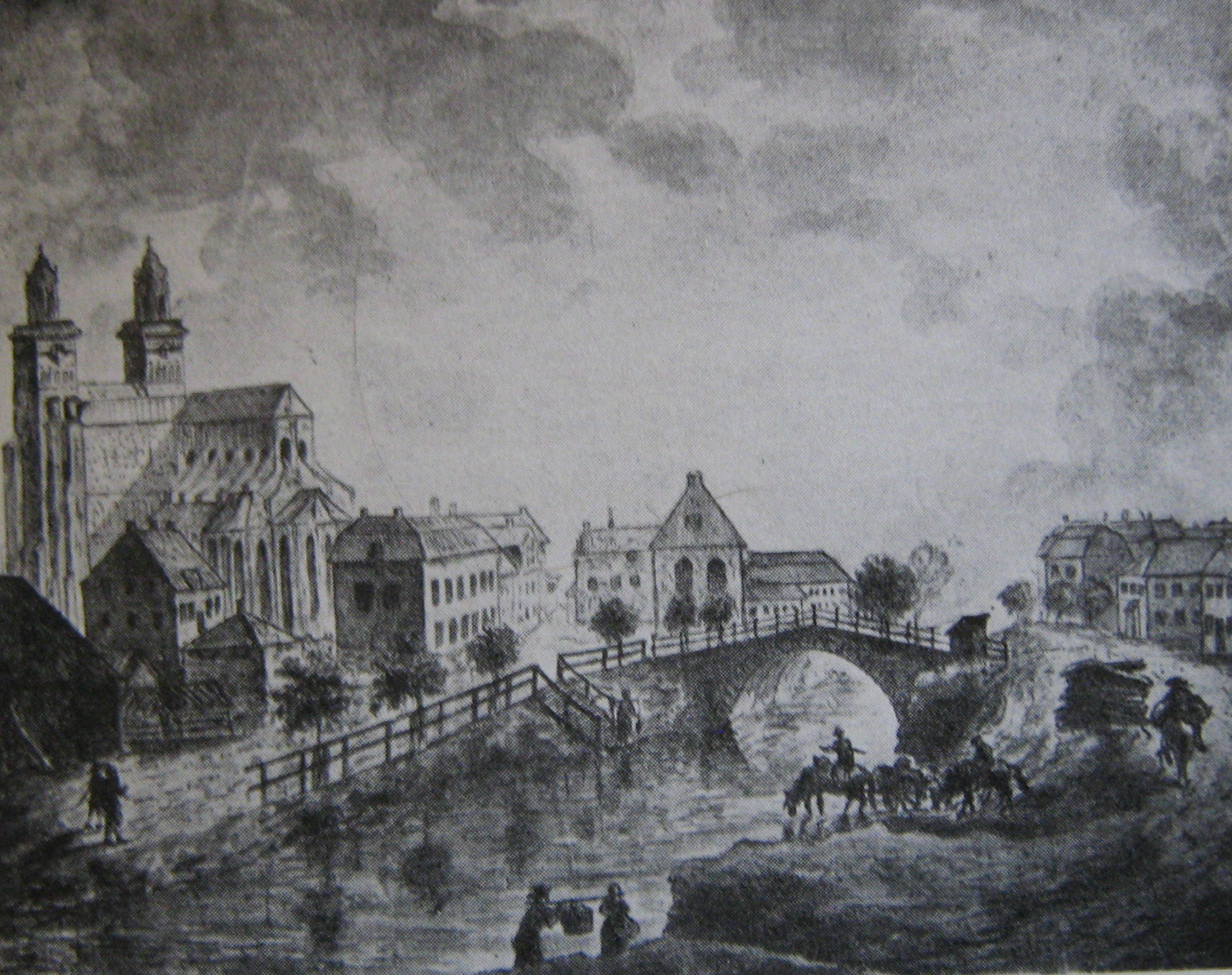
Parti av Uppsala med Fyrisån, mot domkyrkan och dombron. Akvarell av Anders Fredrik Skjöldebrand.
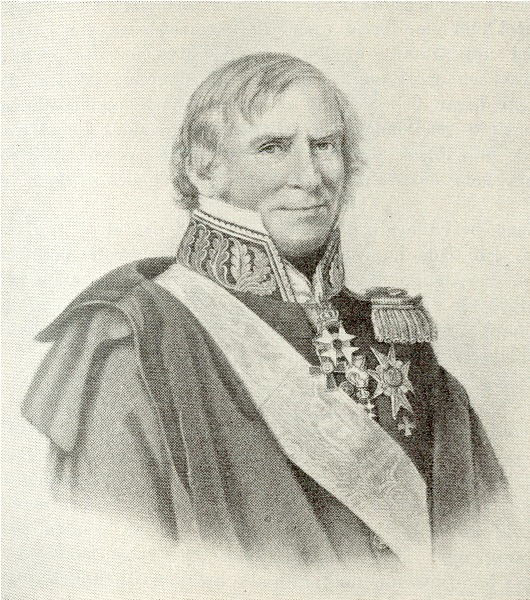
Anders Fredrik Skjöldebrand
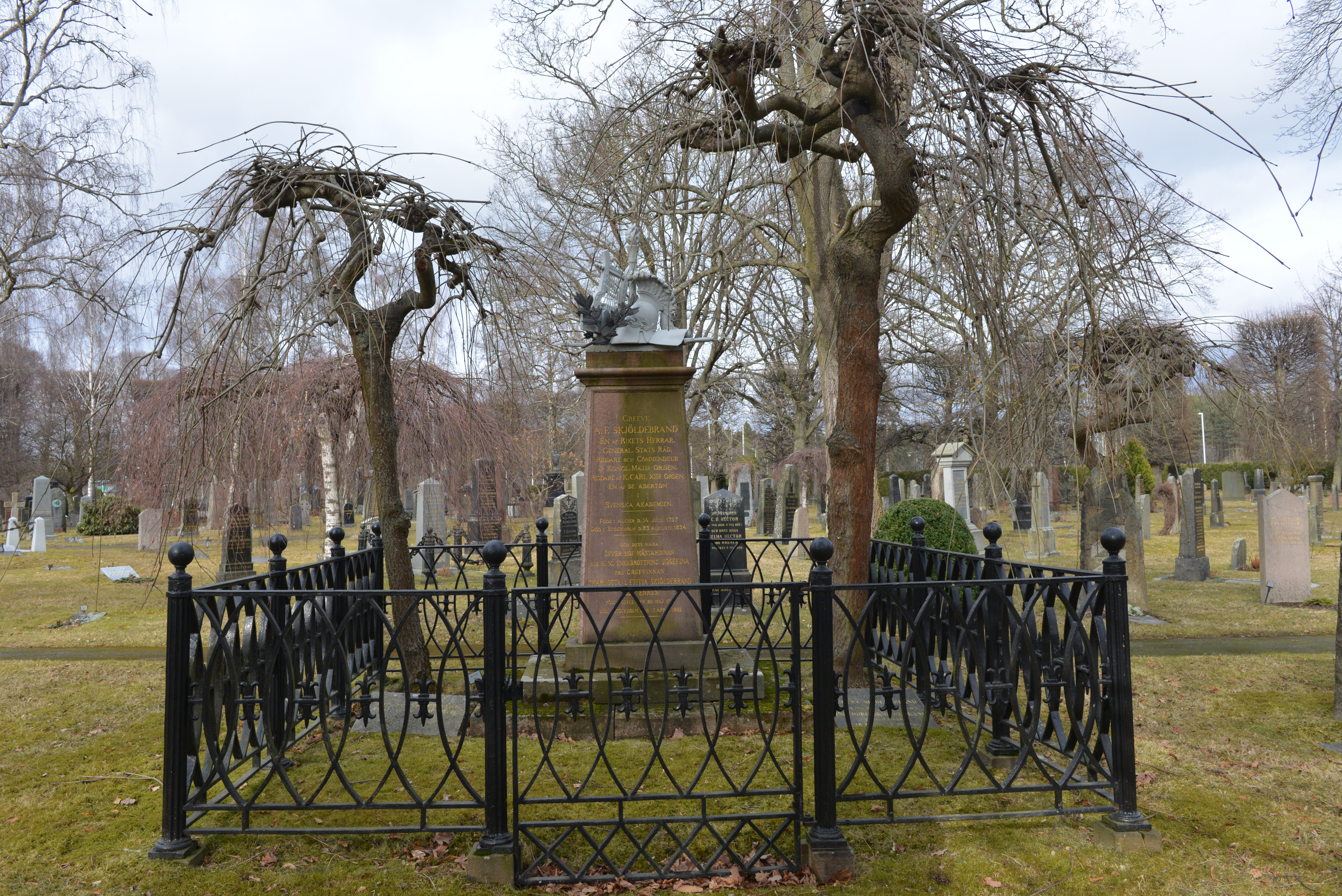
Skjöldebrands grav på Norra begravningsplatsen.